# BGV 19 bis 20
Die BGV 19–20 waren zwei Schmalspur-Dampflokomotiven der Borzsavölgyi Gazdasági Vasút (BGV; deutsch: Borzsatalbahn), die nach 1918 von den ČSD übernommen wurden und dort die Bezeichnung U 35.0 erhielten.

## Geschichte
Die Maschinen der Reihe U 35.0 waren dreiachsige einheitliche Schmalspurtenderlokomotiven, die 1908 von Maffei in München an verschiedene Werksbahnen in der Zeit vor dem Ersten Weltkrieg für unterschiedliche Aufgabengebiete geliefert wurden. Außer den beiden Lokomotiven der Borzsatalbahn waren noch zwei Lokomotiven auf Waldbahnen bei Buschtyno als Reihe K 35.9 im Einsatz, eine fünfte Lokomotive war in einem Industriebetrieb in Dowhe eingesetzt.

## ČSD-Baureihe U 35.0
Die von den ČSD eingesetzten Lokomotiven waren auf ihrer Stammstrecke bis 1941 im Einsatz. Außerdem waren sie noch bis in die 1950er Jahre auf der Waldbahn Tereswatal sowie der ehemaligen Waldbahn Uschhorod – Radwanka im Einsatz. Dabei trugen sie die Nummern K 35.910 und 911 der privaten Gesellschaft Taracsvölgyi erdei vasút (TEV, deutsch „Waldbahn Theresiental“).

## MÁV-Baureihe 390
Nach dem Einsatz bei den ČSD wurden sie von den MÁV als MÁV-Baureihe 390 übernommen. Auf einem Foto ist die 390.001 noch 1965 in Debrecen zu sehen.